# North Lemmon
 (janvier 2020).
Pour les articles homonymes, voir Lemmon.
La zone non incorporée de North Lemmon est située dans le comté d’Adams, dans l’État du Dakota du Nord, aux États-Unis.

## Source
- (en) Cet article est partiellement ou en totalité issu de l’article de Wikipédia en anglais intitulé « North Lemmon, North Dakota » (voir la liste des auteurs).